# كأس ديفيز 1961
كأس ديفيز 1961 (بالإنجليزية: 1961 Davis Cup)‏ هو الموسم 50 من  كأس ديفيز. فاز فيه منتخب أستراليا لكأس ديفيز.